# Thierry la Fronde
Thierry la Fronde est une série télévisée française conçue par Jean-Claude Deret, en 52 épisodes en noir et blanc de 25 minutes, réalisée par Robert Guez et Pierre Goutas, et diffusée du 3 novembre 1963 au 27 mars 1966 sur RTF Télévision, puis sur la première chaîne de l'ORTF, chaque dimanche soir, à partir de 19 h 30.
Au Québec, elle a été diffusée à partir du 12 septembre 1964 à la Télévision de Radio-Canada.

## Synopsis

### Accroche
« Quand Édouard, roi d'Angleterre, déclara la guerre au roi de France Philippe VI, il lui donna, dans le défi qu'il lui envoya, le simple nom de Philippe de Valois. Il considérait en effet que la couronne de France lui revenait de droit.
Pour déclarer cette guerre qui devait durer plus de cent ans, on prit prétexte de l'exécution de seigneurs bretons vassaux du roi Édouard. Mais pour ses possessions de Guyenne, le roi d'Angleterre était vassal du roi de France et lui devait hommage. La lutte fut sanglante.
- 1346 : Crécy, première grande défaite française.
- 1356 : Jean II a succédé à son père sur le trône de France... Il est battu à Poitiers et fait prisonnier par Édouard, prince de Galles, dit le Prince Noir. Le Dauphin Charles devient Régent du Royaume, lutte contre l'envahisseur et contre les troubles fomentés par son cousin, le roi de Navarre, Charles le Mauvais.
- 1359 : La Sologne n'a pas été épargnée. Sous la conduite du connétable Chandos les troupes du Prince Noir pillent, ravagent, occupent cette contrée déjà pauvre. Et dans la France meurtrie et que ne peut sauver une trêve qu'aucun des partis n'entend respecter, de jeunes chevaliers tentent ce qui parait impossible : secouer le joug de la domination anglaise... »

— Texte de l'accroche du premier épisode.

### Synopsis
Florent de Clouseaules, ambitieux intendant des domaines de Thierry de Janville, un jeune noble, souhaite se venger d'un séjour en prison auquel l'avait condamné le père de Thierry. Profitant de la fougue, de la jeunesse et du patriotisme de celui-ci, il lui souffle l'idée exaltante d'aller en Angleterre délivrer le roi Jean.
Puis il dénonce ce complot au Prince Noir (non seulement Florent n'est pas chevalier, mais il a un comportement méprisable et est méprisé même par ses interlocuteurs anglais) et réclame à celui-ci en échange les châteaux et terres de son maître. Thierry de Janville est fait prisonnier dans son propre château et promis à la mort pour trahison.
Mais Thierry est très apprécié de ses sujets. L'un d'eux, Jehan le larron, habile voleur à la tire, se rend au château et s'y fait emprisonner. Pendant que les gardes l'emmènent en cellule, il leur dérobe la clé des fers de Thierry et ils parviennent à s'évader du château. Il prend alors le maquis en se cachant dans les grandes forêts de la région.
Thierry constitue, au hasard de ses rencontres, une bande de compagnons prêts à tout pour l'aider dans sa tâche : Bertrand (une force de la nature), Martin (personnage assez naïf), Jehan, Pierre (trouvère), Judas (acteur spécialisé dans le rôle de Judas), Boucicault (gentil amnésique, peut-être un ancien brigand) et Isabelle (qu'il épousera à la fin de la série). Et comme son arme favorite est la fronde, il se fait désormais appeler « Thierry la Fronde ».
Il s'ensuit une série d'aventures, d'abord localisées en Sologne, puis à l'échelle du royaume : il devient (dès la fin de la première saison) un fidèle du dauphin Charles et du roi Jean le Bon et exécutera de nombreuses missions à leur service, luttant non seulement contre les Anglais, mais aussi contre Charles II de Navarre, Charles le Mauvais (autre personnage méprisable).

## Fiche technique
- Titre : Thierry la Fronde
- Réalisation : Robert Guez (saisons 1 et 2) ; Pierre Goutas (saisons 3 et 4) et Joseph Drimal (1963-1966)
- Scénario et dialogues : Jean-Claude Deret
- Décors : Philippe Ancellin
- Photographie : Jean Jacques Guyard, Claude Matalou et Jacques Loiseleux
- Montage : Pierre Houdain, Bernard Bourgoin et Paule Dauphin
- Musique : Jacques Loussier
- Costumes : Gerard Collery
- Cascadeurs : André Cagnard, Rico Lopez, Jean-Pierre Janic, Gérard Moisan, Guy Fox
- Coordination des combats : Claude Carliez et Raoul Billerey
- Compagnies de production : Institut National de l'Audiovisuel (INA) - Office de Radiodiffusion Télévision Française (ORTF) - Telfrance
- Compagnie de distribution : Office de Radiodiffusion Télévision Française (ORTF)
- Pays de production :  France
- Langue originale : français
- Format : noir et blanc - 35 mm - 1.33:1 - son : mono
- Genre : Aventure historique
- Nombre d'épisodes : 52 (4 saisons)
- Durée : 25 minutes (durée totale : 21 h 40)
- Date de première diffusion : 3 novembre 1963

## Distribution
- Jean-Claude Drouot : Thierry de Janville, dit « Thierry la Fronde »
- Pierre Guillermo : Thierry la Fronde enfant
- Céline Léger : Isabelle
- Robert Bazil : Boucicault (amnésique, auparavant Jacques Barberousse, dit « le vicaire », lieutenant d'Arnaud de Cervole)
- Fernand Bellan : Judas le comédien
- Jean Gras : Bertrand le tonnelier
- Clément Michu : Martin le sabotier
- Claudine Chéret : Mme Martin (saison 1, 3, et 4)
- Fiamma Walter : Mme Martin (saison 2)
- Robert Rollis : Jehan le larron
- Bernard Rousselet : Pierre le poète
- Jacques Hilling  : Benoît l'aubergiste
- Claude Sorel : Guillemette
- Jean-Claude Deret : Messire Florent
- Guy Kerner : Des Essarts
- Jacques Couturier : le Prince Noir
- Yves Barsacq : le prieur
- Jacques Harden : Chandos
- Francis Lax : Girart
- Jacques Lorain : Simon
- Robert Party : Boulogne
- Marcel Charvey : le duc de Kent
- Michel Gatineau : Lionel de Clarence
- Sady Rebbot : Charles de Navarre
- Georges Beauvilliers : duc de Lancastre
- Antoine Baud : De Bruel
- Gamil Ratib : Zakaria (épisode 4)
- Paul Savatier : Jacob (épisode 4)
- Serge Rousseau : comte de Veilleres (épisode 8)
- Ginette Desailly : la mère de famille (épisode 10)
- Lucien Raimbourg : père Guillaume (épisode 10)
- François Guillier : le guide (épisode 14)
- Gérard Blanc : Renaud (épisode 15)
- Serge Bourrier : Charmaize (épisode 15)
- Marie-France Boyer : Blanche de Linais (épisode 15)
- Jean-Pierre Bernard : Aymeric le « Cochi »  (épisode 33)
- Claude Bertrand : le second du Cochi (épisode 33)
- Jean-Henri Chambois : le comte de Blois (épisode 33)
- Pierre Tornade : Arnaud de Cervole (épisode 20), puis Taillevent (épisodes 32 et 48)
- Gérard Darrieu : La Ferté (épisode 20)
- Maurice Chevit : Tristan de Chalussais (épisode 29)
- Nicole Pescheux : Barde de Chalussais (épisode 29)
- Guy Delorme : Seguin (épisode 13), Anceaume (épisode 29)
- Bernard Gentil : Gaston Fébus, comte de Foix et prince de Béarn (épisode 31)
- Jacques Ferrière : le moine (épisode 34 et 39)
- Georges Douking : l'abbé Servon (épisode 34)
- Maria Meriko : Julienne (épisode 34)
- Raoul Billerey : Gauthier (épisode 35)
- Alfred Baillou : un poète (épisode 36)
- Philippe Castelli : le trouvère (épisode 36)
- Jean Magnan : le poète Geoffroy Chaussard (épisode 36)
- Gilbert Robin : le cagot (épisode 37)
- Yvan Chiffre : le lanceur de couteau (épisode 38)
- Joël Séria : le Dauphin Charles (épisode 39)
- Pierre Nègre : Le roi Jean (plusieurs épisodes)
- Guy Saint-Jean : Bidelle (épisode 41)
- John William : l'ogre (épisode 45)
- Marianne Lancey : Thiphaine (épisodes 34, 45 et 50)
- Katy Fraysse : la princesse Isabelle (épisode 52)
- Zabou Breitman : la petite fille à la fin de l'épisode 28, Les Héros[3],[a].

## Liste des épisodes
(Cf. dates de diffusion sur Imdb)

### Première saison (1963-1964)
1. Hors-la-loi
2. Les Compagnons de Thierry
3. Le Sabot d'Isabelle
4. Le Fléau de Dieu
5. Le Trésor du Prince
6. Le Filleul du Roi
7. La Trahison de Judas
8. Thierry et le Fantôme
9. La Trêve de Pâques
10. Ogham
11. Le Duel des chevaliers
12. Prisonniers
13. Les Compagnons à Paris

### Deuxième saison (1964)
1. Les Reliques
2. L'Héritage de Pierre
3. Le Royaume des enfants
4. Pierre précieuse et perle fine
5. Nous irons à Pontorson
6. Thierry contre les compagnons
7. Thierry et l'Archiprêtre
8. Les Espions
9. La Chronique oubliée
10. L'Enfant d'Édouard
11. La Bague du Dauphin
12. Une journée tranquille
13. Brétigny

### Troisième saison (1964-1965)
1. Le Retour de Thierry
2. Les Héros
3. Le Château mystérieux
4. Le diable ne ment jamais
5. Toque y si gausse
6. La Mission secrète de Taillevent
7. Les Tuchins
8. Le Signe du sagittaire
9. Thierry mourra demain
10. La Chanson d'Isabelle
11. Les Secrets du prieur
12. La Ville morte
13. La Route de Calais

### Quatrième saison (1965-1966)
1. Fausse Monnaie[b]
2. Arsenic et Damoiselle
3. L'Échafaud
4. La Dent de Saint-Liphard
5. Moi, le roi !
6. L'Ogre de Brocéliande
7. Jouets dangereux
8. Échec au roi
9. La Fourche du Diable
10. Le Trésor des Templiers
11. Ces dames de Pontorson
12. Le Drame de Rouvres
13. La Fille du Roi

## Produits dérivés

### DVD
- 2006 :  Thierry la Fronde, l'intégrale 4 DVD. Disponible aussi en volumes séparés.

### Disques
1963 : Bande originale du feuilleton télévisé, Philips 432 978
1963 : John William : Thierry la fronde, Polydor 27098 
1978 : Jacques Loussier : Thierry la fronde, CAT Music 8002 

### Livres illustrés
Plusieurs livres en couleurs, reprenant une histoire illustrée de photos de la série, sont parus vers 1965 aux éditions des Deux coqs d'or :
- Une aventure de Thierry la Fronde
- La Chanson d'Isabelle
- Isabelle aux sabots
- Le Secret du prieur
- Les Chevaliers de Sologne
- Le Filleul du Roi
- Le Drame de Rouvres
- Les Premières Armes de Thierry la Fronde

### Bande dessinée
Un album relié avec couverture souple plastifiée a été édité au troisième trimestre de l'année 1979 dans la Collection Télé Junior sur des scénarios de J.C. Deret et des dessins de Gerald Forton.
Six histoires de huit planches chacune sont présentes :
- L'Espion perdu
- Concurrence déloyale
- La Filleule du Dauphin
- Le Jugement de Dieu
- .. et La Sorcière
- L'Arme interdite

## Autour de la série
- Le scénario est explicitement inspiré de l'histoire de Robin des Bois. La série apparaît au moment où la série télévisée Ivanhoé rencontre un grand succès dans les émissions enfantines du jeudi.

- Sur le choix du prénom Thierry, Jean-Claude Deret explique : « Thierry, le prénom, fut choisi par moi pour des raisons spéciales ou spécieuses ! J'avais l'idée de mon héros et pour le baptiser j'ai cherché un prénom qui fût d'époque et dont le graphisme fut agréable. J'avais choisi le surnom. Il fallait donc que mon héros s'appelle "X-la-Fronde". J'ai essayé plusieurs prénoms, mais dès que Thierry me vint à l'esprit, il "collait" si bien que je n'en ai pas cherché d'autre. Thierry, par son écriture même, est joli. Le "Y" de la fin fait très médiéval »[7].

- Si le paysage de la série est bien un paysage de Sologne, Janville est une commune de la Beauce. Jean-Claude Deret, son créateur, l'a appelé ainsi car passant un jour à Janville il a aimé la résonance de ce nom et apprécié la commune, alors sans immeubles modernes, ses fermes, ses rues aux noms pittoresques (la rue des Trois pucelles, la rue du Tripot, la rue du Cheval bardé, etc.), la tour du Boële et le château au Puiset. Le 15 janvier 1964, Jean-Claude Drouot est venu à Janville habillé en Thierry la Fronde à la rencontre des habitants[8].

- Le château du Moulin à Lassay-sur-Croisne, et la commune de Mennetou-sur-Cher[9] situés dans le Loir-et-Cher ont servi de décor pour la série.

- Le scénariste de la série, Jean-Claude Deret, se réserva l'interprétation du rôle ingrat de « Messire Florent ».
- L'humour n'est pas absent de la série. Par exemple, dans l'épisode « La Fourche du diable », le célèbre cuisinier Taillevent se rend de sa propre initiative chez l'ennemi afin que ses compatriotes, prisonniers des Anglais, ne soient pas astreints à être nourris de cuisine britannique.
- A l'inverse un épisode qui se termine tragiquement, dans l'épisode "Le Message", où Du Guesclin envoie un messager pour porter une missive à Thierry, ce qui peut suggérer des enjeux majeurs, plusieurs personnes mourront pour détourner ou récupérer le parchemin scellé. En fin d'épisode, le contenu du message est révélé : Du Guesclin envoyait ses salutations à Thierry et lui souhaitait un bon anniversaire ! Thierry La Fronde, qui venait de tuer en duel un espion, déchire avec amertume le message en constatant que "trois hommes sont morts pour un message d'amitié".

- L'association de son personnage au Moyen Âge marquera Jean-Claude Drouot, peut-être plus qu'il ne l'aurait souhaité. Le film Le bonheur dans lequel il tourna, se passant aux temps contemporains, ne rencontra qu'un succès d'estime. En revanche le feuilleton Gaston Phébus fut un succès, et c'est encore à cette époque historique qu'on le retrouvera, plus âgé, dans Les Rois maudits.

- Le quatrième épisode de la première saison de (« Le Fléau de Dieu ») est centré sur deux médecins qui voyagent jusqu'à Oxford. L'un est musulman et se nomme « Zakaria Muhammad »[c]. L'autre est juif et se nomme... « Rabbi Jacob »[d]. L'année suivante, dans le film Le Gendarme de Saint-Tropez, l'acteur Louis de Funès reprend dans une scène parodique le costume et la fronde de Thierry La Fronde pour arrêter des malfrats et, dix ans plus tard, il se nommera Rabbi Jacob dans la comédie Les Aventures de Rabbi Jacob.

## Dans la culture populaire
- Le thème musical à la trompette a un rythme évoquant le galop d'un cheval. Ce thème a inspiré en 1963 John William pour la chanson, Thierry La Fronde-la marche des compagnons. La musique est chantée avec humour par des amis de Louis de Funès dans Le Gendarme de Saint-Tropez lorsqu'il emploie une fronde contre un malfaiteur.
- La série a été parodiée dans les années 1990 par le groupe d'humoristes Les Inconnus dans un sketch en noir et blanc, intitulé Thierry la France[10].

## Accès aux sources
Thierry la Fronde est conservé à l’Institut national de l'audiovisuel (INA). Les vidéos et sources écrites sont consultables à l’Ina Thèque, sur accréditation.
L'INA conserve notamment un dossier de production, un dossier de décoration et un ensemble de coupures de presse relatifs à la série.